# Jacob Markell
Jacob Markell (* 8. Mai 1770 im Schenectady County, Provinz New York; † 26. November 1852 in Manheim, New York) war ein US-amerikanischer Jurist und Politiker. Zwischen 1813 und 1815 vertrat er den Bundesstaat New York im US-Repräsentantenhaus. Der Kongressabgeordnete Henry Markell war sein Sohn.

## Werdegang
Jacob Markell wurde ungefähr fünf Jahre vor dem Ausbruch des Unabhängigkeitskrieges im Schenectady County geboren und wuchs dort auf. In dieser Zeit besuchte er Gemeinschaftsschulen. 1790 zog er nach Manheim, wo er in der Landwirtschaft tätig war. Markell bekleidete die Stellung als Friedensrichter. Er war zwischen 1797 und 1819 sowie zwischen 1824 und 1829 Supervisor in der Town von Manheim. Ferner war er Richter am Court of Common Pleas im Montgomery County. Politisch gehörte er der Föderalistischen Partei an.
Bei den Kongresswahlen des Jahres 1812 für den 13. Kongress wurde er im 14. Wahlbezirk von New York in das US-Repräsentantenhaus in Washington, D.C. gewählt, wo er am 4. März 1813 die Nachfolge von Daniel Avery antrat. Er schied nach dem 3. März 1815 aus dem Kongress aus.
1820 saß er für Herkimer County in der New York State Assembly. Er starb am 26. November 1852 in Manheim und wurde dort auf dem Snells Bush Cemetery beigesetzt.